# Famille Nelson
La famille Nelson est une famille samoane d'ascendance suédoise et autochtone qui a exercé un rôle de premier plan dans l'Histoire des Samoa, sur plusieurs générations.

## Histoire

### Première génération
August Nilspeter Gustav Nilsson (sv), né en 1838 à Calmar, est suédois. Il quitte la Suède à l'âge de 15 ans pour travailler comme matelot. Il devient chercheur d'or à Hokitika en Nouvelle-Zélande, puis en Australie, sans succès. En mars 1868 il s'établit aux Samoa, où il co-fonde sur l'île de Savaii une entreprise d'exportation de copra. Il y épouse Sina Tugaga, une femme autochtone du village de Safune. Le couple a quatre enfants (deux fils et deux filles), et August Nilsson -qui a anglicisé son nom en « Nelson »- meurt à Apia en 1909,. Sina Nelson meurt le 24 novembre 1918 de l'épidémie de grippe espagnole de 1918-1921 qui tue également son fils August, l'une de ses filles, et au moins l'un de ses petit-fils,.

### Deuxième génération

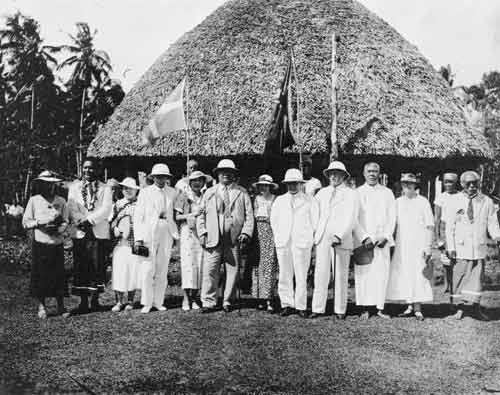
Olaf Nelson (au centre, dans un costume plus sombre), entouré notamment de ses filles, à la suite de son premier retour d'exil aux Samoa en 1933.

Le plus célèbre des enfants d'August et Sina Nelson est Olaf Nelson (dit également Fred Nelson), né à Safune le 24 février 1883. Il épouse en 1909 Rosabel Moors, fille de l'influent homme d'affaires et colon américain Harry Jay Moors. Olaf Nelson prospère dans le commerce du copra, devenant l'un des commerçants les plus riches de l'archipel,. Il est une figure biculturelle, bien intégré et à l'aise à la fois dans la communauté autochtone dont est issue sa mère et dans la communauté des colons dont est issu son père.
À partir du début des années 1920, il est reconnu à la fois par les autochtones et par les colons comme le principal porte-voix de leurs revendications contre le peu de libertés accordées par les autorités coloniales néo-zélandaises de ce qui est devenu après la Première Guerre mondiale le territoire sous tutelle des Samoa occidentales. En 1926 il rencontre à Wellington le ministre des affaires coloniales, William Nosworthy (en), sans parvenir à infléchir la politique coloniale menée aux Samoa. Cette même année, il organise à Apia deux grandes réunions publiques qui lancent le mouvement Mau, mouvement de revendications anti-coloniales dont il héberge le quartier général. Olaf Nelson fonde en mai 1927 le journal du mouvement, le Samoa Guardian. Il verse par ailleurs l'essentiel de sa fortune dans le Mau,.
En janvier 1928, pour tenter de le faire taire, il est condamné à un exil de cinq ans en Nouvelle-Zélande. Il y organise des campagnes d'information du public sur ce qui se passe aux Samoa. Autorisé à revenir aux Samoa en mai 1933, il est condamné en novembre à dix ans d'exil et huit mois de prison en Nouvelle-Zélande pour avoir repris son rôle dans le Mau, organisation réprimée par les autorités coloniales. En juin 1936, le gouvernement travailliste néo-zélandais l'autorise à retourner aux Samoa, autorise le Mau, et entame avec lui et d'autres représentants samoans un début de transition politique dans la colonie. Olaf Nelson meurt à Apia en 1944.
Olaf Nelson a un frère, August, qui meurt de l'épidémie de grippe espagnole le 27 novembre 1918 à l'âge de 29 ans, et deux sœurs, qui épousent chacune un propriétaire de plantations,,.

### Troisième génération
Olaf et Rosabel Nelson ont six enfants : cinq filles, et un fils qui meurt en bas âge de la grippe espagnole. 

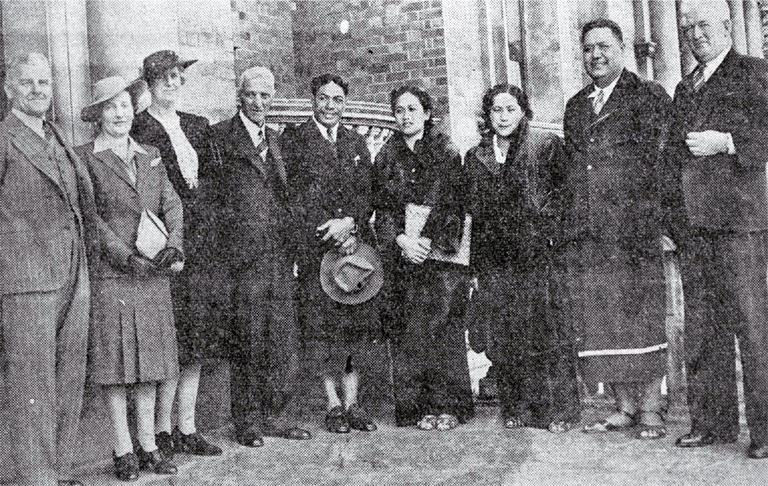
Irene Nelson et son époux Tupua Tamasese Mea'ole (au centre) en visite en Nouvelle-Zélande en 1945.

Leur fille aînée Irene Nelson, née en 1910, épouse le grand chef autochtone Tupua Tamasese Mea'ole, de la dynastie Tamasese, qui devient le président du mouvement Mau en 1938, co-président de la convention constitutionnelle de 1960, puis devient à l'indépendance des Samoa en 1962 le co-chef d'État à vie du pays (fonction honorifique et non-exécutive), jusqu'à sa mort l'année suivante,. Le couple est parmi les invités au couronnement d'Élisabeth II en 1953. Tupua Tamasese Mea'ole est le frère de Tupua Tamasese Lealofi III, grand chef autochtone et grande figure du Mau, abattu par la police coloniale lors de la répression dite du « samedi noir » le 28 décembre 1929. Cela fait d'Irene Nelson la tante de Tupua Tamasese Lealofi IV, Premier ministre des Samoa de 1970 à 1973 et de 1975 à 1976.
Leur deuxième fille, Olive Nelson (en), née en 1911, est majore de sa promotion d'études de droit à l'université d'Auckland, devenant dans le même temps la première femme insulaire du Pacifique à y obtenir une licence de droit et seulement la deuxième femme en Nouvelle-Zélande à devenir à la fois barrister et solicitor (avocate), plaidant à la Cour suprême de Nouvelle-Zélande. Elle retourne par la suite aux Samoa et y devient la première femme avocate. En 1942 elle épouse Fred Betham, qui devient le ministre des Finances des Samoa. Elle est membre de l'équipe de rédaction de la Constitution des Samoa,.
Leur troisième fille, Joyce « Billie » Nelson, née vers 1914, décrite dans la presse comme « intelligente et effervescente » co-fonde et anime le Parti des citoyens unis, éphémère parti politique mais qui obtient le plus d'élus aux élections législatives de 1948 qui élisent la première Assemblée législative des Samoa. Elle épouse en premières noces un colon australien, Richard Carruthers, puis en seconde noces Hermann Retzlaff, d'ascendance allemande, irlandaise et samoane ; elle devient la directrice générale du commerce tenu par son second époux,,.
Leur unique fils, Ta'isi, né en 1915, meurt en 1919 de la grippe espagnole à l'âge de quatre ans,.
Leur quatrième fille, Sina Hope Nelson, née en 1916, épouse Edward Annandale, le directeur général de l'entreprise d'Olaf Nelson (Olaf Nelson & Co) et le petit-fils du chirurgien écossais Thomas Annandale (en), et est élue députée à l'Assemblée législative des Samoa pour la législature 1976-1979,,,,.
Leur cinquième fille, Calmar Josephine Nelson, née vers 1918 et prénommée du lieu de naissance de son grand-père paternel, quitte les Samoa avec son époux August Mayers et s'établit en Nouvelle-Zélande,.
Le frère d'Olaf Nelson, August Nelson, épouse Jane Meredith, fille de Samuel Meredith (en), fils d'un colon britannique et d'une Samoane et également membre du Mau. August et Jane Nelson meurent de la grippe espagnole, respectivement les 27 et 30 novembre 1918, aux âges de 29 et 19 ans. Le couple a un seul enfant, Frank Nelson, né en 1917 et orphelin à l'âge de 15 mois. Il est le ministre des Travaux publics des Samoa de 1957 jusqu'à sa mort en 1967,,.

### Quatrième génération

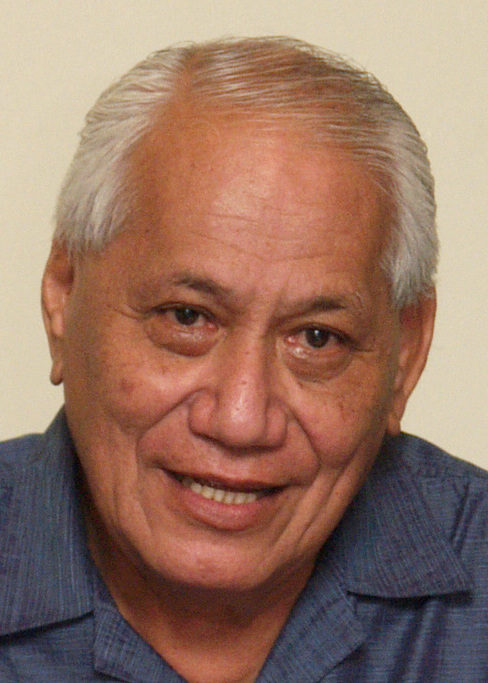
Olaf Efi Tamasese, arrière-petite-fils d'August Nilsson et chef du gouvernement puis de l'État des Samoa, en 2006.

Irene Nelson et Tupua Tamasese Mea'ole ont quatre enfants : deux fils et deux filles. Le plus célèbre est Olaf « Efi » Tamasese, dit Tufuga Efi, né en 1938, qui devient Premier ministre des Samoa de 1976 à 1982 puis chef de l'État de 2007 à 2017,.
Joyce « Billie » Nelson et Hermann Retzlaff ont notamment pour fils Telefoni Retzlaff, né en 1952, qui est le vice-Premier ministre des Samoa de 2001 à 2011,.
Sina Nelson et Edward Annandale ont cinq enfants dont notamment Viopapa Annandale-Atherton (en), chirurgienne engagée en santé publique aux Samoa.

### Cinquième génération
Le fils de Telefoni Retzlaff, Lemalu Herman Retzlaff (en), est procureur général des Samoa à partir de 2016.

## Arbre généalogique
- August Nelson (sv) (1838-1909) ; épouse Sina Tugaga (1859-1918)
  - Olaf Nelson (1883–1944) ; épouse Rosabel Moors (1887-1945), fille de Harry Jay Moors (1854-1926)
    - Irene Nelson (1910-1992) ; épouse Tupua Tamasese Mea'ole (1905-1963)
      - Olaf « Efi » Tamasese (né 1938)
      - trois autres enfants

    - Olive Nelson (en) (1911-1970) ; épouse Fred Betham (1915-1984)
    - Joyce Nelson (1914-1982) ; épouse Hermann Retzlaff
      - Telefoni Retzlaff (né 1952)
        - Herman Retzlaff (en)

    - Ta'isi Nelson (1915-1919)
    - Sina Hope Nelson (1916-1995) ; épouse Edward Annandale
      - Viopapa Annandale-Atherton (en)
      - quatre autres enfants

    - Calmar Josephine Nelson (1918-1988) ; épouse August Meyers

  - August Nelson (1889–1918) ; épouse Jane Meredith (1899-1918), fille de Samuel Meredith (en) (1877-1936)
    - Frank Nelson (1919-1967)

  - deux filles